# 柴崎春通
柴崎 春通（しばさき はるみち、1947年8月27日 - ）は、日本の水彩画家、水彩画講師、YouTuber。
元文化庁派遣芸術家在外研究員。日本美術家連盟会員。“おじいちゃん先生”の愛称で親しまれる。

## 来歴
1947年に千葉県夷隅郡国吉町で生まれる。小学生の頃から絵を描くことが好きで、先生や同級生らに褒められるほどであった。夷隅町立国吉中学校（現・いすみ市立国吉中学校）に進学してからは柔道に熱中し、県大会で2位の成績を収めたこともある。千葉県立大多喜高等学校1年生のときに休眠状態だった美術部を再び立ち上げ、部長を務める。当時の美術部の顧問は、日本画家の渡邉包夫であった。
高校3年生になり、周囲が就職や進学を考える時期になっても柴崎は進路を決めかねていた。友人が公務員試験を受けると知り、一緒に受験して合格。千葉県庁の観光課に就職が決まり、あとは卒業を待つだけとなったが、ふと、公務員として過ごす将来が確定されてしまったようで戸惑いを禁じ得ず、思い悩む。東京の大学に進学するという友人の言葉に「自分も上京したい」という気持ちが膨らみ親に打ち明け承諾を得て、千葉県庁の就職を辞退。1966年、高校卒業後、阿佐ヶ谷美術学園（現・阿佐ヶ谷美術専門学校）に入学。同校で初めて本格的に絵の勉強をする。元来の才能は努力によって磨かれ、入学後1年足らずで校内コンクール3位入賞するまでに腕をあげた。柴崎は東京藝術大学を受験する。1次試験のデッサンに合格し、2次試験の油絵まで進んだ。しかし、学費と生活費を稼ぐために授業以外の時間の多くをアルバイトに費やしていたため、油絵の勉強が不十分であった。技術も自己流で覚えた高校時代から進歩していない自覚があり納得のいく課題提出に至らなかった。そのため合格発表日に確認しに行くことなく進学を断念した。その後、たまたま電車のつり革広告で和光大学に開設間もない人文学部芸術学科があることを知り、1967年に入学。
1970年、和光大学を卒業するも就職する気になれずにいたところ、大学で教鞭をとっていた荻太郎に呼ばれ、絵画通信教育講座である講談社フェーマススクールズを紹介された。アシスタントとして就職、のちに講師に昇格。講師としての実力がそのまま評価に繋がり契約は一年更新という厳しい雇用形態の同社で、柴崎は40年に亘りトップの業績を維持し続けた。
2001年に文化庁派遣芸術家在外研究員としてアメリカに渡り、アート・スチューデンツ・リーグ・オブ・ニューヨークで研究を行う。この頃にアメリカ同時多発テロ事件を経験、殉職警察官遺児のためにチャリティ展を行い、アメリカ政府による卓越した文化推進者賞とニューヨーク市警察栄誉賞を受賞した。2002年にはNEW YORK INDEPENDENT ART FAIR（ザ・プラザホテル個展）を開催した。
2017年3月13日からYouTubeにて『Watercolor by Shibasaki』を開始し、水彩画講師として配信を行う。2022年2月5日にチャンネル登録者100万人を達成し、7月17日にはチャンネル初のコラボレーション動画として俳優の杏と共演した。12月6日にYouTubeの公式ブログにて『2022年度日本のYouTube年間ランキング』が発表され、登録者数を昨年対比で大きく成長させたチャンネルを選ぶ「国内急成長クリエイター」部門で8位となった。

## 人物
画家の荻太郎、中根寛に師事した水彩画の画家である。日本美術家連盟に所属しており、以前はSalmagundi Art Club会員でもあった。
心臓を6回手術をしており、現在は心臓にペースメーカーを入れて生活している。
70歳の節目に海外で個展を開催したいと望んでいたところ、息子から「YouTubeで国内外に向けて発信してはどうか」と勧められたことが切っ掛けで動画投稿を開始した。初期の頃は主に透明水彩についての動画を投稿していたが、その後は様々な画材を使用して描いた動画、テクニックを教える動画、作品の添削を行う配信を行っている。動画の企画は柴崎本人が考えており、動画の編集は息子が担当している。海外からの視聴者も多く、柴崎の画法や語り口調から「日本のボブ・ロス」と称されることもある。
2024年2月時点で、千葉県いすみ市に自宅とアトリエを構えている。

## 出演

### テレビ番組
- Tech for Good（2020年12月7日、CNN）[25]
- サタデープラス（2022年3月26日、TBS）[26][27]
- NHK NEWSLINE「DIRECT TALK」（2023年1月3日、NHKワールド JAPAN）[28]
- 絶景かな 描いてみるかな（2023年8月18日、NHK Eテレ）[29]
- ワルイコあつまれ #64（2023年10月7日、NHK Eテレ）[30][31]
- ねこ自慢 #124（2023年10月25日、BS-TBS）[32]
- 3か月でマスターする絵を描く（2025年4月2日 - 6月18日、NHK Eテレ）[33][34] [35]

## 書籍

### 単著
- 『風景画を描こう 透明水彩（新カルチャーシリーズ）』グラフィック社、2003年3月1日。ISBN 4-7661-1402-7。
- 『全体感で描く透明水彩 色・いろ』グラフィック社、2008年9月1日。ISBN 978-4-7661-1949-7。
- 『全体感で描く透明水彩 形・かたち』グラフィック社、2009年3月1日。ISBN 978-4-7661-2002-8。
- 『柴崎春通監修 楽しい大人のクレヨン画BOOK 16色のクレヨンセット付き（バラエティ）』宝島社、2023年5月8日。ISBN 978-4-2990-3758-9。
- 『NHK 3か月でマスターする 絵を描く』NHK出版〈おとなの学びシリーズ〉、2025年3月24日。ISBN 978-4-14-228884-7。

### 共著
- 柴崎春通、水彩技法研究会『珠玉の水彩画風景技法とプロのワザ』グラフィック社、2005年1月1日。ISBN 4-7661-1575-9。
- 柴崎春通、茅野吉孝、五十嵐吉彦、柳田昭、醍醐芳晴、滝田一雄、小野月世『水彩画プロへの技 技法書を卒業した方へ 気鋭七侍が伝授』美術年鑑社、2006年8月1日。ISBN 4-89210-168-0。
- 柴崎春通、水彩技法研究会『珠玉の水彩画風景技法とプロのワザ 新装版』グラフィック社、2014年9月4日。ISBN 978-4-7661-2665-5。